# Jörg Schweigard
Jörg Schweigard (* 23. Oktober 1969) ist ein deutscher Historiker und Journalist.

## Leben
Schweigard studierte Geschichte und Germanistik an der Universität Stuttgart, an der er im Jahr 2000 promoviert wurde. Er arbeitet als Pressesprecher im Gesundheits- und Wissenschaftsbereich.
Er schrieb unter anderem für Die Zeit und publizierte zur Geschichte der Französischen Revolution in Deutschland, zur Weimarer Republik sowie zur südwestdeutschen Geschichte.
Im Jahr 2021 wurde Schweigard Leiter der Stabsstelle „Presse & PR“ und Pressesprecher der AOK Baden-Württemberg.

## Buchveröffentlichungen
- Friedrich Lehne. Revolutionspoet, Frühdemokrat, Journalist. Logo, Obernburg am Main 2018.
- mit Torsten Bügner (Hrsg.): Ökonomie interdisziplinär: Wirtschaftsgeschichte – Wirtschaftspolitik – Wirtschaftskommunikation. 2. Aufl. Expert, Renningen 2013.
- Stuttgart in den Roaring Twenties. Politik, Gesellschaft, Kunst und Kultur in Stuttgart 1919–1933. Braun, Karlsruhe 2012.
- Felix Anton Blau: Frühdemokrat, Theologe, Menschenfreund. Logo, Obernburg am Main 2007.
- Die Liebe zur Freiheit ruft uns an den Rhein. Aufklärung, Reform und Revolution in Mainz. Katz, Gernsbach 2005.
- mit Axel Kuhn: Freiheit oder Tod! Die deutsche Studentenbewegung zur Zeit der Französischen Revolution. Böhlau, Köln 2005.
- Aufklärung und Revolutionsbegeisterung. Die katholischen Universitäten in Mainz, Heidelberg und Würzburg im Zeitalter der Französischen Revolution (1789 – 1792/93 – 1803). Lang, Frankfurt u. a. 2001.